# Ollo de sapo

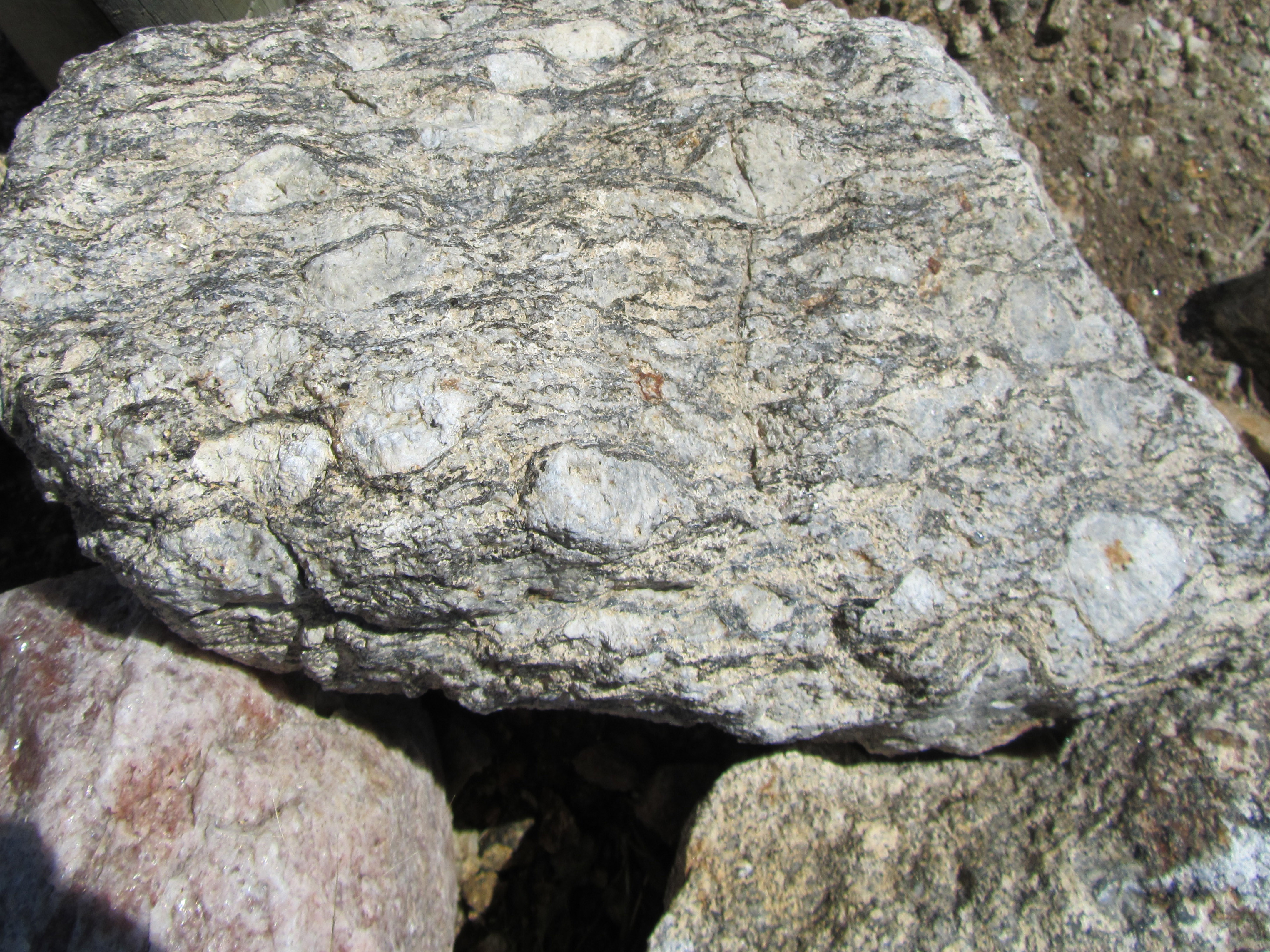
Gneis del "ollo de sapo".

El ollo de sapo (se traduce como ojo de sapo, aunque el nombre original se utiliza en publicaciones geológicas en castellano e inglés) es una formación geológica de 600 km de largo, que va desde la costa central cantábrica gallega hasta el Sistema Central Ibérico, y que surgió durante la elevación de la pre-Meseta Ibérica del Cámbrico-Ordovícico. Esta formación se compone de rocas volcánicas graníticas y félsicas que metamorfizaron en diferentes grados. Destaca en ellas una proporción elevada de circonita y abundan más en superficie en el núcleo del anticlinal, que va de Estaca de Bares a Sanabria.
La primera descripción del ollo de sapo la hizo Hernández Sampelayo en 1922. Isidro Parga Pondal lo describió con detalle y explicó que su nombre era debido a los piroclastos de cuarzo azulados que abundan en los porfiroides, y que son característicos de esta formación.